# Le Lanceur de dés et autres poèmes
Le Lanceur de dés et autres poèmes est un recueil de poèmes de Mahmoud Darwich paru en traduction française en 2010, illustré par des dessins et photographies d'Ernest Pignon-Ernest.

## Sujet du recueil
Il s'agit d'un recueil posthume, préparé par Farouk Mardam-Bey à partir de poèmes publiés en revue ou inédits mais achevés. Il était dit qu'il « circulait dans tous les milieux arabes du monde » peu de temps avant sa mort.
« Le Lanceur de dés et autres poèmes est littéralement habité par la répétition du portrait du poète, qu’Ernest Pignon-Ernest, qui fut son ami, représenta grandeur nature. »
« Porté par un élan solaire et inspiré, alors qu’il savait ses jours comptés, le poète s’est livré à une méditation sur les nombreux hasards, les coups de dés qui ont jalonné son existence errante et aventureuse. »
« Il nous parvient aujourd’hui dans une traduction française d’Elias Sanbar et de très secouantes illustrations d’Ernest Pignon-Ernest. […] Et comme éclairant pour une poésie dont le regard sur la vie devient ainsi doublement testamentaire. »